# Bertiera bracteolata
Bertiera bracteolata är en måreväxtart som beskrevs av William Philip Hiern. Bertiera bracteolata ingår i släktet Bertiera och familjen måreväxter. Inga underarter finns listade i Catalogue of Life.